# Schüsselkar-Biwak
Le Schüsselkar-Biwak est un refuge de montagne du Club alpin allemand dans le Wetterstein. Elle appartient à la section de Garmisch-Partenkirchen. La cabane se situe à 2 536 m d'altitude au sommet de la Schüsselkarspitze, du côté de l'Autriche et du Tyrol. Il offre aux grimpeurs une protection en cas de changement soudain de temps ou d'accident.
Le Schüsselkar-Biwak n'est qu'un refuge d'urgence, il ne propose que six emplacements, pas de matelas, pas de toilettes, pas de douches. Le bivouac n'a pas de raccordement à l'électricité ni à l'eau.

## Histoire
En 1978, le Lions Club de Garmisch-Partenkirchen offre à la section un bivouac d'une valeur de 28 000 DM. La construction en tôle d'acier assemblée dans la vallée est transportée par avion par les airs jusqu'à la Schüsselkarspitze, une zone d'escalade très fréquentée, et ancrée : l'aviation militaire amène la charge d'une tonne à son emplacement pour un hélicoptère le 20 juillet.

## Chemins d'accès
On peut accéder au Schüsselkar-Biwak par le Puittal ou le Scharnitztal ainsi que par le Scharnitzjoch. Le bivouac est accessible par des voies d'escalade (niveau de difficulté 4 à 6b) sur la face sud du Schüsselkarspitze ou par l'arête ouest (niveau de difficulté 4).

## Sites à proximité
Ascensions
- Schüsselkarspitze (2 555 m), 10 min
- Transition de l'Oberreintalhütte à la Meilerhütte, 5 km, 3 heures
- Tour du Reintal : traces de catastrophes, randonnée en montagne, montagnes du Wetterstein et chaîne de Mieming, 11,4 km, 6 heures
- Gehrenspitze, 18,6 km, 7 heures
- Descente dans la Leutaschtal, 9,5 km, 2,5 heures

Autres refuges
- Oberreintalhütte, (1 525 m), 4,5 heures
- Meilerhütte (2 366 m), 5 heures
- Rotmoosalm (2 036 m)
- Hämmermoosalm (1 424 m)
- Stuibenhütte (1 640 m)
- Reintalangerhütte (1 366 m)